# 渡辺辰五郎

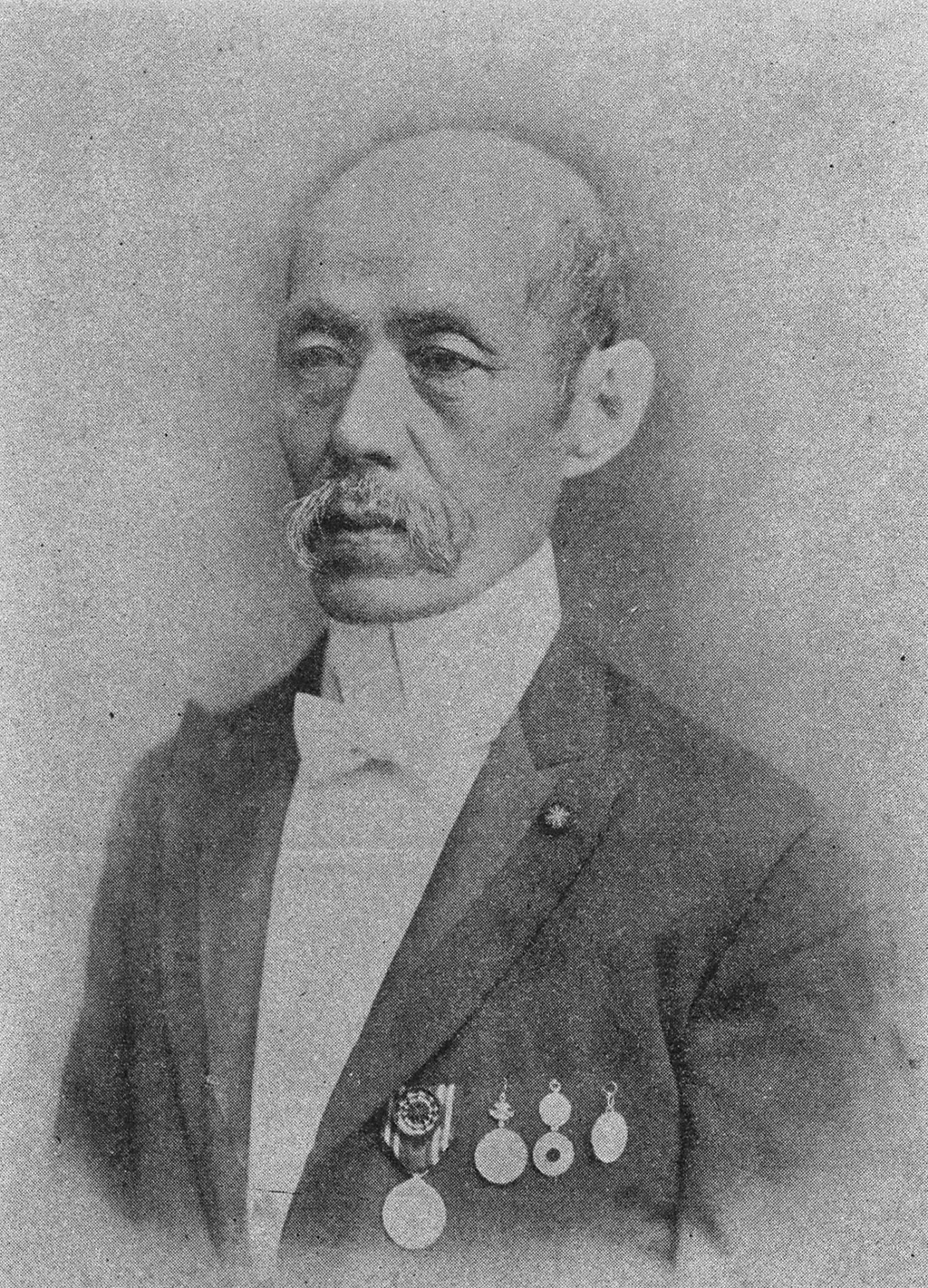
渡辺辰五郎

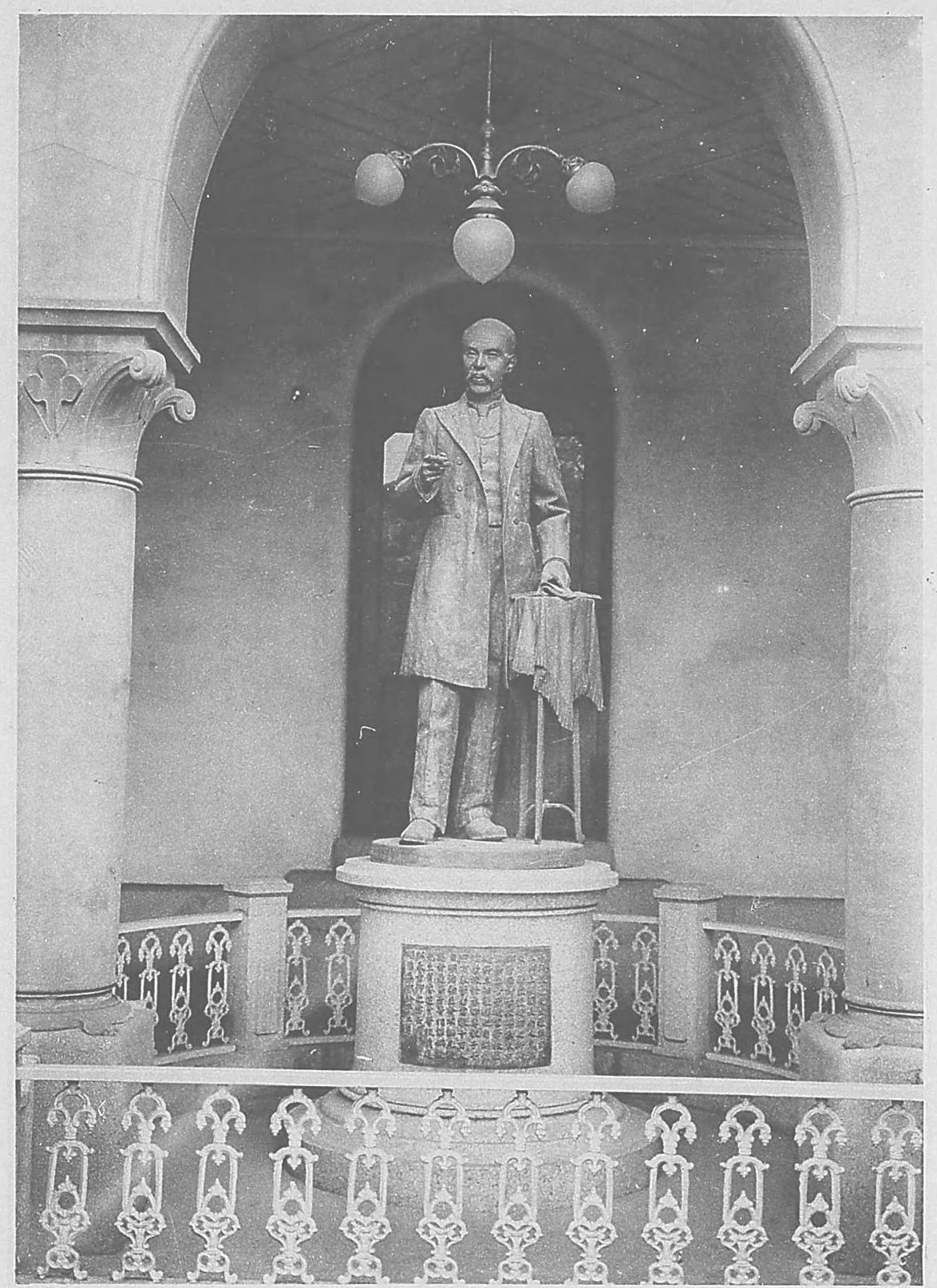
銅像

渡辺 辰五郎 （渡邉 辰五郎、わたなべ たつごろう、天保15年8月2日（1844年9月13日） - 明治40年（1907年）5月26日）は、千葉県長生郡長南町生まれの教育家。和洋裁縫伝習所（現・東京家政大学）創立者。

## 経歴
江戸の一流の仕立屋で奉公し、和洋服についての知識と裁縫技術を習得する。明治元年（1868年）9年間の年季奉公を終えて郷里に帰り、仕立屋をしながら地域の子女に裁縫を教える。30歳の時、故郷の長南小学校で裁縫の授業を担当する。その後、千葉女子師範学校（現・千葉大学）、東京女子師範学校（現・お茶の水女子大学）などで裁縫を教授し、文部省御用掛を拝命される。
明治17年（1884年）以降、私塾の和洋裁縫伝習所（現・東京家政大学）を創設し、また共立女子職業学校（現、共立女子大学）創設にも関与するなど、日本の女子職業学校の先駆者となった。
「雛形尺」「袖形」「褄形」など多数の画期的な裁縫技術を考案する。日本で最初の裁縫教科書を執筆編集し、「渡辺式」といわれる新しい裁縫技術を広め、生涯にわたり裁縫教育と服装文化に貢献した。

## 家族
- 養子・渡辺滋(1877-) ‐ 1904年に辰五郎の養子となり、1906年に家督を継ぐ。シカゴの裁縫学校で学び、欧州7か国を視察、帰国後、東京女子専門学校、渡辺女学校、渡辺高等女学校各校長、渡辺学園理事長。[5]
- 娘・しん（1882-） ‐ 畑井新喜司の妻。明治学院女学部卒。[5][6]

## 著書
- 『普通裁縫算術書』（明治14年（1881年）7月、渡辺辰五郎編、石川治兵衛）
- 『たちぬひのをしへ』（明治18年（1885年）～明治19年（1886年）、渡辺辰五郎著、清水卯三郎）
- 『裁縫教科書』（明治30年（1897年）3月、渡辺辰五郎編、東京裁縫女学校）
- 『婦人改良服裁縫指南』（明治36年（1903年）3月、渡辺辰五郎著、東京裁縫女学校同窓会）
- 『高等裁縫講義』（明治42年（1909年）6月、渡辺辰五郎述、大日本女学会編、赤心社）
- 『普通裁縫講義』（明治42年（1909年）9月、渡辺辰五郎述、大日本女学会編、赤心社）
- 『渡辺裁縫講義』（明治43年（1910年）4月、渡辺辰五郎著、東京裁縫女学校出版部）